# Ewald Langer
Ewald Langer (* 15. November 1960 in Böblingen) ist ein deutscher Biologe und Hochschulprofessor. Sein botanisch-mykologisches Autorenkürzel lautet „Langer“.
Der Sohn eines Naturkundelehrers besuchte von 1968 bis 1972 die Grundschule und anschließend das Stiftsgymnasium in Sindelfingen. Nach dem Abitur 1982 studierte er Biologie an der Universität Tübingen, wo er bei Franz Oberwinkler mit der Dissertation „Die Gattung Hyphodontia John Eriksson“ promoviert wurde. Bei dieser Arbeit bekam er Kontakt mit Helga Große-Brauckmann und den skandinavischen Mykologen Kurt Hjortstam, Leif Ryvarden, Nils Hallenberg sowie Ellen und Karl-Henrik Larsson und konnte so seine Kenntnisse in der Pilzgruppe der Corticiaceen vertiefen, deren Arten sehr schwer zu bestimmen sind.
Nach der Promotion baute er als wissenschaftlicher Assistent zusammen mit seiner Frau in Tübingen ein molekularbiologisches Labor auf, in dem er auf seinen Hauptarbeitsgebieten, der DNA-Sequenzierung und der Naturstoffforschung wirkte.
Nach der Habilitation erhielt er 2002 einen Ruf an die Universität Kassel auf den Lehrstuhl für Ökologie mit den Forschungsschwerpunkten Phylogenie, Biodiversität und Ökologie von Nichtblätterpilzen.
Langer war Präsident der Deutschen Gesellschaft für Mykologie (DGfM).

## Schriften
- Die Gattung Hyphodontia John Eriksson. Dissertation. In: Bibl. Mycol. Band 154. Universität Tübingen 1994.
- Hessisches Ministerium für Umwelt, Landwirtschaft und Forsten (Hrsg.): Rote Liste der Großpilze Hessens. Wiesbaden 2000.
- Phylogeny of non-gilled and gilled basidiomycetes: DNA sequence inference, ultrastructure and comparative morphology. Habilitationsschrift. Universität Tübingen 2002.